# Neue Mathematik

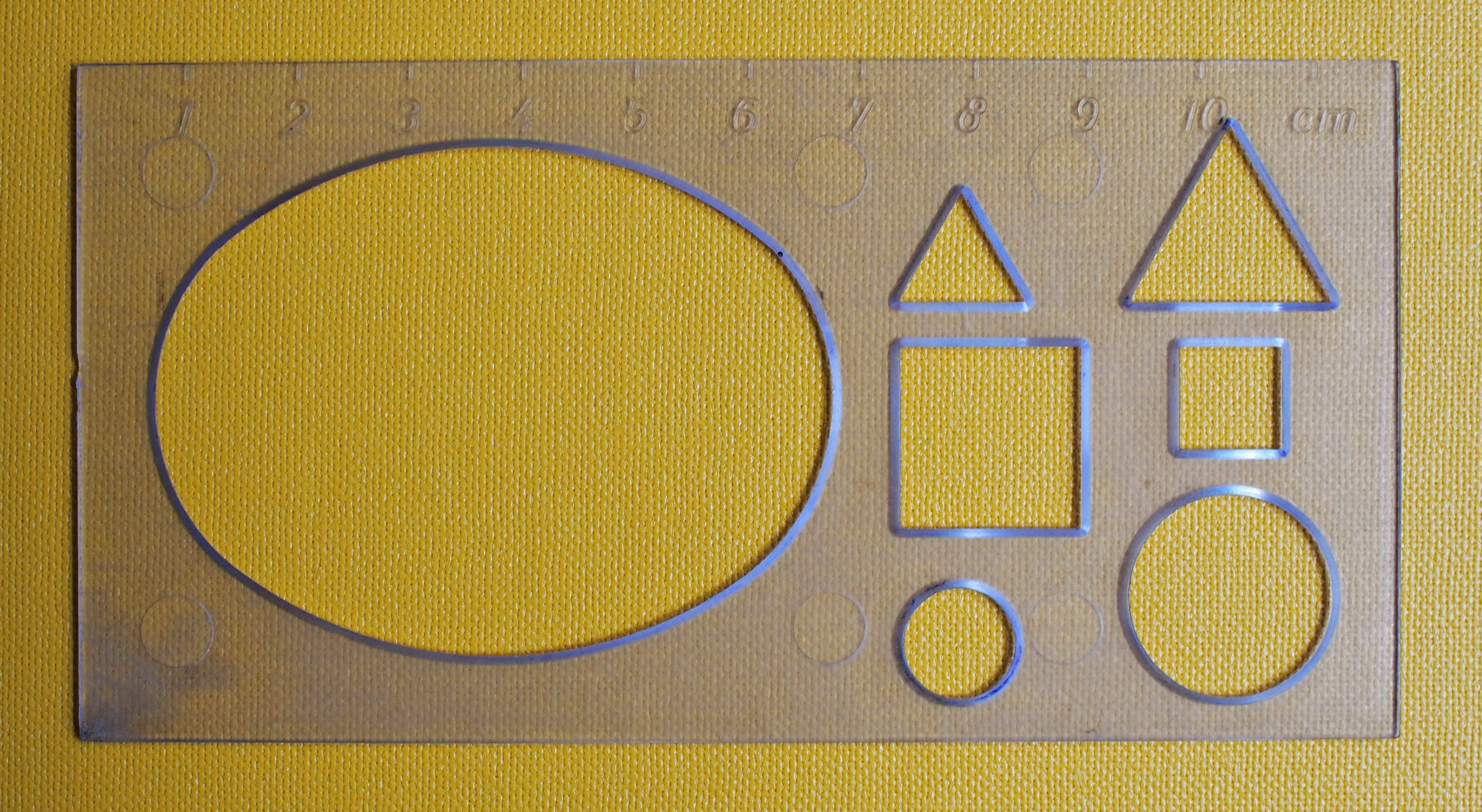
Eine Mengenlehre-Schablone, die ca. 1976 in einer hessischen Grundschule verwendet wurde.

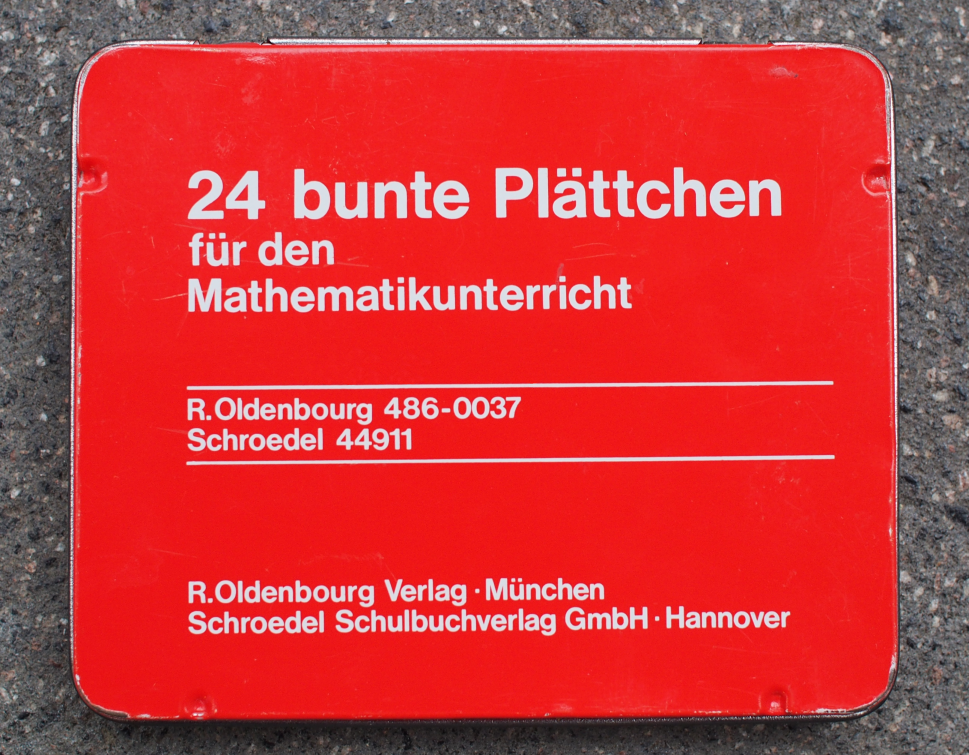
Schachtel mit Mengenlehre-Plättchen.

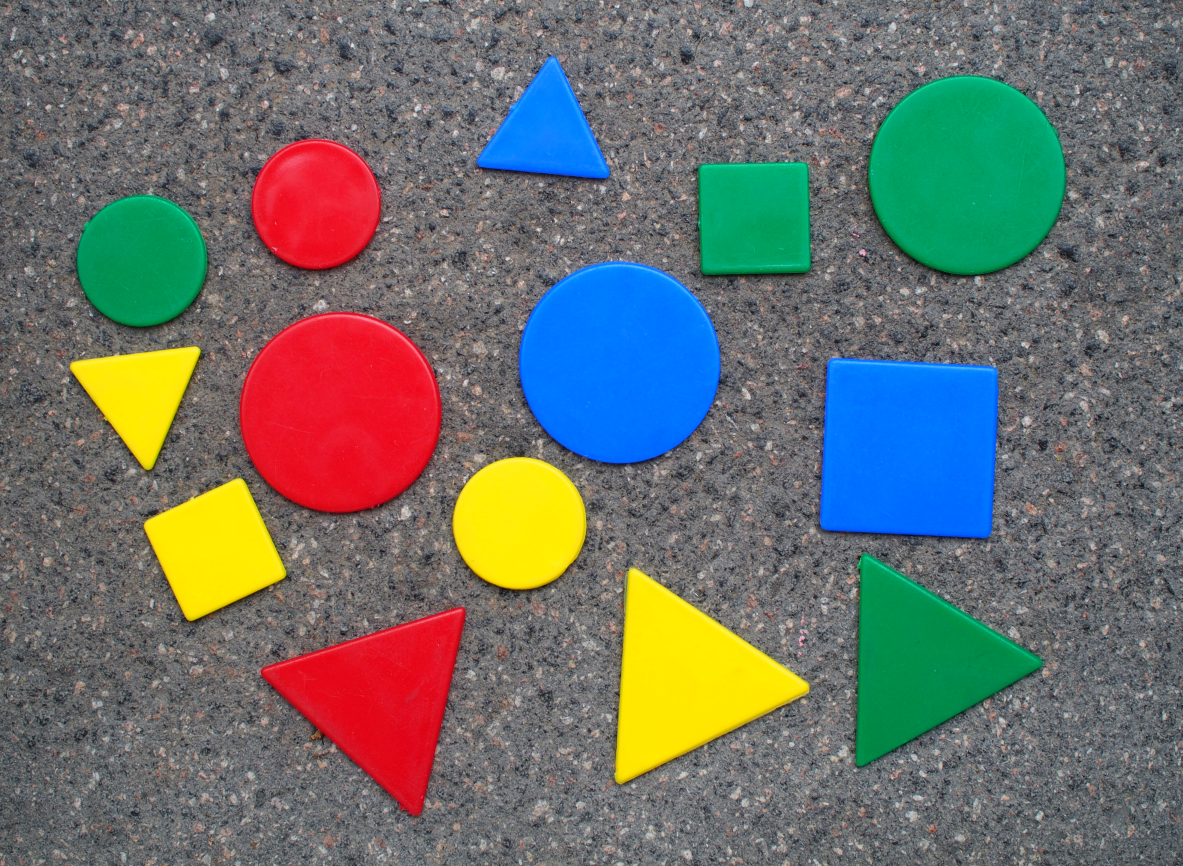
Eine Auswahl der Mengenlehre-Plättchen. Diese haben die Eigenschaften Form (Dreieck, Quadrat, Kreis), Farbe (grün, gelb, rot, blau) und Größe (jeweils kleinere und größere Plättchen).

Unter der Bezeichnung Neue Mathematik wurde in den 1960er und 1970er Jahren in vielen Ländern der schulische Mathematikunterricht reformiert. An Stelle des traditionellen Rechenunterrichts sollte Mathematik als Beschäftigung mit abstrakten Strukturen gelehrt werden.
Die Neue Mathematik war eine internationale Strömung, die in den USA unter dem Namen New Math lief. Mit ihr wurde eine Entwicklung nachvollzogen, die in der wissenschaftlichen Mathematik in den Jahrzehnten um 1900 mit der mengentheoretisch-axiomatischen Formulierung der Grundlagen des Faches begonnen hatte und in den 1950er Jahren namentlich von der Gruppe „Nicolas Bourbaki“ in den akademischen Unterricht getragen wurde, wobei insbesondere Jean Dieudonné auch für die Übertragung in den Schulunterricht eintrat. 1959 gab er auf einer internationalen Konferenz der OEEC (dem Vorgänger der OECD) im Kloster Royaumont die Parole „Nieder mit Euklid – Tod den Dreiecken!“ aus. Erste Debatten gab es dazu schon auf dem Internationalen Mathematikerkongress 1958 in Edinburgh. Eines der Motive war auch der Sputnik-Schock, in dessen Folge man einen großen pädagogischen Aufholbedarf im Westen ausmachte. Eine treibende Kraft des Programms in Belgien, Frankreich und international war Georges Papy, der auch Lehrbücher der Neuen Mathematik schrieb.
Schon vor der OECD-Konferenz gab es eine entsprechende Bewegung in den USA, wo sie unter anderem von dem einflussreichen Chicagoer Mathematiker Marshall Stone gefördert wurde (der eine Folgekonferenz der OEEC in Jugoslawien zu der in Royaumont leitete, die das Gymnasialcurriculum zum Thema hatte) und von der School Mathematics Study Group (SMSG) unter Leitung von Edward G. Begle  (Yale, später Stanford) und Howard Fehr (Columbia University Teachers College) vorangetrieben wurde, die von der National Science Foundation (NSF) finanziert wurde. Auch hier fand New Math Eingang in die Lehrpläne der Schulen (Secondary School Mathematics Curriculum Improvement Study (SSMCIS), geleitet von Howard Fehr). Es regte sich allerdings auch Widerstand, wie ihn beispielsweise 1973 Morris Kline in seinem Werk Why Johnny can’t add. The failure of the New Math formulierte. Auch in Frankreich regte sich Anfang der 1970er Jahre zunehmend Widerstand.
In Westdeutschland war die „Neue Mathematik“ eine von mehreren Reformen, mit denen auf den von Georg Picht ausgerufenen „Bildungsnotstand“ reagiert werden sollte; in die gleiche Zeit fallen unter anderem auch die Einführung der Reformierten Oberstufe und die Neugründung von Reformuniversitäten wie in Bielefeld und Konstanz. Auf der Kultusministerkonferenz vom 3. Oktober 1968 wurde die flächendeckende Einführung der Neuen Mathematik für alle Schulformen ab dem Schuljahr 1972/73 beschlossen. Walter Robert Fuchs brachte es damals mit Büchern wie Eltern entdecken die Neue Mathematik (1970) zu Bestsellererfolgen.
Eine bleibende Errungenschaft der „Neuen Mathematik“ ist beispielsweise die frühzeitige Einführung des Funktionsbegriffs im Unterricht der Mittelstufe. Weitergehende Neuerungen, wie zum Beispiel die Behandlung von Gruppen- und Körperaxiomen, wurden nach wenigen Jahren zurückgenommen.
Die spektakulärste Neuerung bestand darin, den Mathematikunterricht in der Grundschule nicht mehr mit Zählen und Rechnen, sondern mit naiver Mengenlehre zu eröffnen. Ziel war es, neben der Vermittlung von Rechenfertigkeiten auch das logische Denken und das Abstraktionsvermögen der Kinder zu fördern. Dazu wurde die Mengenlehre didaktisch reduziert auf Mengendiagramme, deren Elemente bunte Plastikplättchen, die sogenannten „logischen Blöcke“, mit verschiedenen Eigenschaften waren. Diese Reform stieß jedoch auf den Widerstand von Eltern und Lehrern und wurde nach wenigen Jahren wieder zurückgenommen.